# 交叉理論
数学では、交叉理論(intersection theory)（もしくは、交点理論）は、代数幾何学では代数多様体の上ので部分多様体の交叉についての分野で、 代数トポロジーではコホモロジー環の中の交叉の計算についての分野である。多様体の理論は古くからあり、曲線のベズーの定理や消去理論(elimination theory)に起源を持つ。他方、トポロジー理論では、交叉理論はより手短に定義形式へたどり着く。

## トポロジカルな交叉形式
2n 次元の連結な向き付け可能多様体 M に対して、交叉形式(intersection form)は、基本類 {\displaystyle [M]\in H_{2n}(M,\partial M)} の上のカップ積の評価により n-番目（普通、「中間次元」と呼ばれる）のコホモロジー群の上に定義される。詳しく言うと、双線型形式
{\displaystyle \lambda _{M}\colon H^{n}(M,\partial M)\times H^{n}(M,\partial M)\to \mathbb {Z} }
が
{\displaystyle \lambda _{M}(a,b)=\langle a\smile b,[M]\rangle \in \mathbb {Z} }
により与えられる。元 a と b の入れ替えについては、
{\displaystyle \lambda _{M}(a,b)=(-1)^{n}\lambda _{M}(b,a)\in \mathbb {Z} }
である。
n が偶数の（従って、次元が 4 の倍数である）場合は、交叉形式は対称双線型形式であり、M の符号数(signature)は、交叉形式の符号数として定義される。n が奇数の（従って、2n = 4k + 2 の）場合は、交叉形式は交代形式(alternating form)である。これらはε-対称形式として統一的に記述できる。ここに ε = {\displaystyle (-1)^{n}=\pm 1} として、各々対称的と反（歪）対称的とする。ある条件の下では、この形式からε-二次形式へ精密化することもできるが、そのようにするためには、接バンドルの枠付き多様体(framing)のようなデータを加えなければならない。向き付けという条件を落とし、かわりに {\displaystyle \mathbb {Z} _{2}} 係数とすることも可能である。
これらの形式は、重要な位相不変量であり、例えば、マイケル・フリードマン(Michael Freedman)の定理は、単連結なコンパクトな 4次元多様体は（ほぼ）同相の下に交叉形式で決定されると言っている。 – 交叉形式を参照。
ポアンカレ双対により、このことを幾何学的に考える方法があることが判明している。可能であれば、n-次元部分多様体 A と B を a と b のポアンカレ双対として選択すると、{\displaystyle \lambda _{M}}(a, b) は、A と B の向き付け交叉数となる。この交叉数は A と B の次元により、うまく定義できる。 以上が用語交叉形式を説明している。

## 代数幾何学における交叉理論
ウィリアム・フルトン(William Fulton)は著作 Intersection Theory (1984)の中でつぎのように書いている。
「 ... 非特異多様体 の部分多様体を A と B とすると、交叉積 A.B は X の中にどのように A∩B, A と B が置かれているのかという幾何学に密接に関連する代数的サイクルの同値類であるべきである．2つの最も極端な場合が最も有名であった．交叉が固有、つまり dim(A∩B) = dim A + dim B − dim X であれば、A.B は交叉多重度を係数として、A∩B の規約成分の線型結合である。もう一つの極端な例は、A = B であり、これが非特異な場合には、自己交叉数の公式は、A.B は X の中の A の法バンドル(normal bundle)の先頭のチャーン類により表現される ... 」
一般的な定義では、交叉多重度(intersection multiplicity)の定義は、アンドレ・ヴェイユ(André Weil)の1946年の書籍Foundations of Algebraic Geometryによるところが大きい。1920年代のファン・デル・ウェルデン(B. L. van der Waerden)の仕事では、すでに次のような疑問を提示いる。代数幾何学のイタリア学派は、アイデアを知ってはいたが、同じ精神で基本的な問題に対応することはできていなかった、と。

### 移動するサイクル
代数的サイクル(algebraic cycle)がうまく機能するための機構とするには、疑問の中にあるようにサイクルの集合論的な交叉を取るだけではうまくいかない。確かに、交叉 V ∩ W あるいは、V · W で表される交叉積と共通して言われるものは、2つの部分多様体の集合論的な交叉からなるはずである。しかしながら、サイクルが悪い位置にあった場合、つまり、2つの直線が同一の平面上に平行におかれていたり、（3-球面(3-sphere)の中で）一つの直線からなる平面である場合である。これらの場合のとちらも、交叉は一点からなる。なぜならば、サイクルが移動すると、交叉を形成することになる。2つのサイクル V と W の交叉は、2つの（集合論的な）交叉の余次元が V と W の余次元の和であるとき、つまり「期待されている」余次元のときに、固有(proper)であるという。
従って、移動するサイクルの考え方には、適切な代数的同値関係を使う。同値関係は、与えられた任意の 2つのサイクル V と W に対して、交叉 V' ∩ W' が固有となるような同値なサイクル V' と W' がそれぞれに存在するよう十分に広く取る。もちろん、一方では、二番目の V" と W" との同値関係に対して、V' ∩ W' が V" ∩ W" に同値である必要がある。
交叉理論の目的のため、有理同値は最も重要な同値である。X 上の 2つの r-次元サイクルが有理同値とは、 (k+1)-次元部分多様体 Y 上の有理函数 f が存在し、つまり、函数体 k(Y) もしくは同じことであるが、函数 f : Y → P1 が存在し、V - W = f-1(0) - f-1(∞) となることである。ここに f-1(-) は多重度を考慮することとする。有理同値は上記で必要なことを満たしている。

### 交叉多重度

直線と放物線の交叉

サイクルの交叉多重度の定義を導く原理は、ある意味では連続性にある。次のような基本的な例を考える。放物線 y = x2 と x-軸 y=0 の交叉は、 2·(0,0) である。理由は、もしサイクルの一つが動いたとすると（未定義な状態であるが）、ちょうど 2つの点である交叉があって、描いた位置にサイクルが近づくと、両方とも (0,0) にまとまる。（右の図は、y=-3 の放物線の交叉がないように見えることは、明らかに誤っているが、この理由は、単に実数解に限った描写をしているからである。）
最初に満足のいく交叉の定義をしたのは、ジャン・ピエール・セール(Jean-Pierre Serre)である。周囲の多様体 X が滑らかである（もしくは、全ての局所環が正則局所環とする。さらに、V と W を 2つの（既約、被約かつ閉である）部分多様体で、交叉が固有であるとする。構成は局所的であるので、従って、X の座標環の中の 2つのイデアル I と J で（交叉）多様体が表せるかもしれない。Z を集合論的な交叉 V ∩ W の既約成分とし、z をその生成点(generic point)とする。Z の交叉積 V · W の中の多重度は次によって定義される。
{\displaystyle \mu (Z;V,W):=\sum _{i=0}^{\infty }(-1)^{i}{\text{length}}_{{\mathcal {O}}_{X,z}}{\text{Tor}}_{{\mathcal {O}}_{X,z}}^{i}({\mathcal {O}}_{X,z}/I,{\mathcal {O}}_{X,z}/J)},
この交代和は、部分多様体に対応するイデアル環のねじれ(torsion)群の z の中で、X の局所環の上の長さを渡る。この表現はしばしば、セールのねじれ公式と呼ばれる。
注意：
- 第一のまとめ、{\displaystyle {\mathcal {O}}_{X,z}/I\otimes _{{\mathcal {O}}_{X,z}}{\mathcal {O}}_{X,z}/J={\mathcal {O}}_{Z,z}} の長さは、多重度の「ナイーブ」な想定であるが、しかし、セールが示したように、十分ではない。
- 和は有限である。理由は、正規環 {\displaystyle {\mathcal {O}}_{X,z}} は有限のねじれ次元を持っているからである。
- V と W の交叉が固有ではないとすると、上記の多重度はゼロとなる。固有であれば、多重度は正となる（どちらの記述も定義からはすぐには明らかにならない）。
- スペクトル系列の議論を使い、{\displaystyle \mu (Z;V,W)=\mu (Z;W,V)} をしめすことができる。

### 周環(Chow ring)
周環(Chow ring)は、次の交叉積と同時に有理同値(rational equivalence)を同一視した代数的サイクルの群である。
{\displaystyle V\cdot W:=\sum _{i}\mu (Z_{i};V,W)Z_{i}}
ここに、V ∩ W = ∪︀ Zi は既約成分への集合論的な交叉の分解である。

### 自己交叉
2つの部分多様体 V と W が与えられると、それらの交叉 {\displaystyle V\cap W} を取ることができるが、さらに微妙なことであるが、単独の部分多様体の自己交叉を定義することも可能である。
例えば、曲面 S 上に曲線 C は、自己自身との（集合としても）交叉はまさに {\displaystyle C\cap C=C} である。このことは明らかに正しいのだが、一方、不満足なことがある。曲面上の任意の 2つの異なる曲線（なんの共通成分も持たない）が与えられると、それらは点のある集合を交叉として持つ。それらはかぞえることもできて、交叉数を与え、与えられた曲線と同じことを期待できるかもしれない。似たようたなことは、異なる曲線を交わらせることが 2つの数の積 {\displaystyle x\cdot y} のようであることに対し、自己交叉は、単独な数の二乗 {\displaystyle x^{2}} することに似ている。形式的に、類似は対称双線型形式の積と二次形式と言うこともできる。
この幾何学的な解は、曲線 C と自分自身ではなく、自分自身をすこし動かしたものとの交叉を取る。平面上では、このことは曲線 C をある方向へ動かすことを意味し、一般的に言うと、曲線 {\displaystyle C'} を曲線 C と因子の線型同値(Linear system of divisors)とし、交叉 {\displaystyle C.C'} を数えることで交叉数を得て、これを {\displaystyle C.C} と書く。異なる曲線 C と D の場合とは異なり、交叉する点は定義されない。この理由は、（自己交叉数は、）{\displaystyle C'} の選択に依存するが、しかし C" の交叉数を C の k 生成点(generic point) {\displaystyle k=C.C} と解釈できる。さらに適切な言い方をすると、C の自己交叉は、多重度として {\displaystyle C.C} を取った C の生成点である。
代わりに、双対で考え、類 {\displaystyle [C]\cup [C]} を見て、この問題を「解く」（もしくは動機とする）こともできる。これらは双方とも数値を与え、幾何学的な解釈の疑問を生む。コホモロジー類をとおるということは、曲線を一次系へと置き換えることになることに注意する。
以下に説明する例のように、自己交叉数は負であることも可能であることにも注意する。

#### 例
射影平面 {\displaystyle \mathbf {P} ^{2}} 内の直線 L を考えると、全ての他の交叉する直線は一回で交叉するので、L の自己交叉数は 1 である。L を少し動かし {\displaystyle L'} として（任意の選び方である）{\displaystyle L'} に対して {\displaystyle L.L'=1} であるから、{\displaystyle L.L=1} である。交叉形式のことばでは、平面はタイプ {\displaystyle x^{2}} の内のひとつである（唯一の直線のクラスがあり、それらはすべて互いに交叉する）。
アフィン平面上では、少し L を動かして平行線とすることができるかもしれないが、すると（幾何学的に考えて）交叉数は動かし方に依存してしまう。「アフィン平面はうまい交点理論を持たない」といってもよいかもしれず、非射影的多様体の交点理論は非常に難しい。
{\displaystyle \mathbf {P} ^{1}\times \mathbf {P} ^{1}}（これは、P3 の中の非特異二次曲面 Q として解釈できる）の上の直線は、自己交叉数 0 である。なぜならば、直線を自分自身から移動することが可能だからである（この曲面を線織曲面(ruled surface)（ルールド曲面）と言う）。交叉形式のことばでは、{\displaystyle \mathbf {P} ^{1}\times \mathbf {P} ^{1}} はタイプ {\displaystyle xy}（このタイプは、基底変換の下で {\displaystyle x^{2}-y^{2}} となる）である。（ルールド曲面上の）直線の基本的なクラスは 2つあり、互に一点 ({\displaystyle xy}) で交叉するが、自己交点数は 0 である（{\displaystyle x^{2}} もしくは {\displaystyle y^{2}} の場合）。

#### ブローアップ
自己交叉数の重要な例は、双有理幾何学の中心的な操作であるブローアップによってできる例外曲線である。
代数曲面 S の上の一点でのブローアップは、曲線 C を作る。この代数曲線 C は種数によって区別することが可能であり、この場合の種数は 0 であり、自己交叉数は −1 である（このことは、明らかにはわかるわけではない）。
系として、{\displaystyle \mathbf {P} ^{2}} and {\displaystyle \mathbf {P} ^{1}\times \mathbf {P} ^{1}} は、負の自己交叉数を持つ曲線を持たないので、極小モデル（ブローアップはできない）である。
事実、グイド・カステルヌオボ(Guido Castelnuovo)の構成定理は、以上の逆を言っている。任意の自己交叉数 {\displaystyle (-1)} である曲線は、あるブローアップによってできる例外曲線である（つまり、ブローダウンできる）と言っている。